# Naturmetoden
Naturmetoden betegner som udgangspunkt en fremgangsmåde, hvor kunstige hjælpemidler ikke bringes i anvendelse.

## Forplantning
Naturmetoden betegner, at børn ikke undfanges i reagensglas eller ved anden form for kunstig befrugtning, men ved samleje mellem mand og kvinde.

## Sprogundervisning
Naturmetoden i sprogundervisning betegner en efterligning af den måde, som barnet lærte sit første sprog, modersmålet, på, dvs. uden grammatikterperi eller teoretiseren, men gennem gentagelser, der danner grundlaget for den lærendes egne konklusioner. Selv om den første modersmålsindlæring ikke kan gentages, og vor sprogmodtagelighed nedsættes med alderen, har mange sprogfolk forsøgt at gøre mest mulig nytte af naturmetodens principper. Begrebet er især blevet kendt gennem Naturmetodens Sproginstitut.